# Высшая лига КВН 2017
Сезон Высшей лиги КВН 2017 года — 31-й сезон с возрождения телевизионного КВН в 1986 году.
Отбор в сезон Высшей лиги 2017 проходил в рамках гала-концерта фестиваля «КиВиН», который вернулся из «Горки Города», где проходил в 2015 и 2016 годах, обратно в гостиницу «Жемчужина» и Зимний театр города Сочи. В жюри на этот раз были Александр Масляков-старший, Александр Масляков-младший, Леонид Купридо и Семён Слепаков.
Уже на стадии отбора команд в гала-концерт были отсеяны участники предыдущего сезона из Сыктывкара и Уфы, а также участники двух предыдущих сезонов — «Лучшие друзья» из Минска. Третий раз подряд не получилось вернуться в Высшую лигу у Сборной РУДН (полуфиналистов Высшей лиги 2014 года), и в итоге они вошли в состав Премьер-лиги под названием «RUDN University». Среди команд, прошедших в гала-концерт, не смогли вернуться в сезон полуфиналисты 2016 «Чистые пруды» и финалисты 2015 Сборная Дагестана.
Две команды попытались вернуться в Высшую лигу после трёх пропущенных сезонов, и если команду «Раисы» Масляков-старший пригласил в сезон уже по ходу второго отборочного тура, попытка няганской команды «Кефир» оказалась неудачной.
Среди новых участников Высшей лиги четыре команды, приглашённые на финале Премьер-лиги — чемпионы и вице-чемпионы. К ним присоединились на гала-концерте ещё одни финалисты, команда «Без Консервантов» из Санкт-Петербурга, которую взяли в сезон вместе с другой командой из города — полуфиналистами сезона 2016 «Доброжелательным Романом». Таким образом, в Высшей лиге впервые сыграли две команды из Северной столицы. Две команды, прошедшие отбор в сезон, сменили прописку — команда «Приказ 390» (ФСИН) теперь представляла Москву, а команда «Nаполеон Dинамит», выступавшая ранее за Челябинск, представляла Тюмень. Впервые в Высшей лиге появились команды из Твери и Калининграда. В сезон также попала команда из Азербайджана, ставшая всего лишь второй командой Высшей лиги из этой страны (после «Парней из Баку»). Пропустив сезон, в Высшую лигу вернулась сборная Грузии. На второй сезон в Высшей лиге остались и дебютанты сезона 2016 «Проигрыватель», «Русская дорога», Сборная ГУУ и МИСиС.
Гала-концерт фестиваля закрывала сборная из финалистов Высшей лиги 2016, трое из которых были приняты в сезон 2017 — Сборная Большого московского государственного цирка, «Радио Свобода» и «Спарта». Команды из Ярославля и Астаны стали третьей и четвёртой командами, играющими третий сезон подряд после попадания в финал в предыдущих двух. «Спарта» стала первой подобной командой, игравшей в Высшей лиге более трёх сезонов.
Как и в предыдущем сезоне, по ходу гала-концерта три команды перешли в режим ожидания, поскольку у членов жюри возникли разногласия. Этими командами стали московские «Будем дружить семьями» и Сборная ВШЭ, а также улан-удэнская «Хара Морин». В итоге Масляков-старший принял решение взять в сезон всех трёх претендентов. Таким образом, сезон Высшей лиги был расширен до 22 команд, тем самым побив рекорд сезона 2011 на одну команду.
В 2017 году в Высшей лиге появился новый редактор. После ухода Дмитрия Колчина с этого поста, новым редактором был назначен Айдар Гараев — чемпион Высшей лиги 2014 года в составе команды «Союз» (г. Тюмень). Редактор Дмитрий Шпеньков остался на своём посту.
Всем командам, игравшим ранее в финале Высшей лиги, удалось дойти до финала и в этом сезоне. Для Сборной Цирка финал 2017 был вторым подряд, «Раисы» вернулись в финал Высшей лиги впервые с 2012 года, в то время, как «Спарта» и «Радио Свобода» играли свой третий финал подряд. Не обошлось в финале и без команды-дебютанта — ей оказались «Плюшки имени Ярослава Гашека», удачно сыгравшие свой первый сезон Высшей лиги, заняв первые места на стадиях 1/8-й финала и четвертьфинала. В итоге победителем сезона Высшей лиги 2017 стала «Спарта» — первый чемпион КВН из Казахстана. «Радио Свобода» довольствовались вторым местом, а бронзу поделили между собой «Раисы» и «Плюшки».

## Состав
Для участия в сезоне были приглашены следующие 22 команды КВН:
1. Будем дружить семьями (Москва) — чемпионы Московской студенческой лиги, полуфиналисты Международной лиги
2. Сборная Баку (Баку) — полуфиналисты Международной лиги
3. Сборная Калининградской области (Калининград) — чемпионы Международной лиги, выступали также как «Сборная Калининградской области, г. Светлогорск»
4. Плюшки имени Ярослава Гашека (Тверь) — участники Премьер-лиги, финалисты Первой лиги, выступали также под укороченным названием «Плюшки»
5. Nаполеон Dинамит (Тюмень) — полуфиналисты Премьер-лиги
6. Сборная ВШЭ (Москва) — полуфиналисты Премьер-лиги
7. Без консервантов (Санкт-Петербург) — финалисты Премьер-лиги
8. Сборная Забайкальского края (Чита) — вице-чемпионы Премьер-лиги
9. Мега (Москва) — вице-чемпионы Премьер-лиги
10. НАТЕ (Брюховецкая) — чемпионы Премьер-лиги
11. Урал (Нижний Тагил) — второй сезон в Высшей лиге, вице-чемпионы Премьер-лиги
12. Хара Морин (Улан-Удэ) — второй сезон в Высшей лиге
13. Русская дорога (Армавир) — второй сезон в Высшей лиге
14. Сборная ГУУ и МИСиС (Москва) — второй сезон в Высшей лиге
15. Приказ 390 (Москва) — второй сезон в Высшей лиге
16. Сборная Грузии (Тбилиси) — второй сезон в Высшей лиге
17. Доброжелательный Роман (Санкт-Петербург) — второй сезон в Высшей лиге
18. Проигрыватель (Тамбов) — второй сезон в Высшей лиге
19. Сборная Большого московского цирка (Москва) — второй сезон в Высшей лиге[12]
20. Раисы (Иркутск) — третий сезон в Высшей лиге
21. Радио Свобода (Ярославль) — третий сезон в Высшей лиге
22. Спарта (Астана) — четвёртый сезон в Высшей лиге

Чемпионом сезона стала команда КВН «Спарта».

## Игры

### ⅛ финала
Первая ⅛ финала
- Дата игры: 14 февраля
- Команды: Сборная ГУУ и МИСиС (Москва), Приказ 390 (Москва), Сборная Калининградской области (Калининград), НАТЕ (Брюховецкая), Проигрыватель (Тамбов), Спарта (Астана)
- Жюри: Константин Лавроненко, Дмитрий Нагиев, Константин Эрнст, Валдис Пельш, Михаил Галустян, Юлий Гусман
- Конкурсы: Приветствие, Триатлон, Музыкальный фристайл

| Команда             | Приветствие | Триатлон | общий | Муз. фристайл | Итого |
| ------------------- | ----------- | -------- | ----- | ------------- | ----- |
| Сборная ГУУ и МИСиС | 4,7         | 0,6      | 5,3   | 4,2           | 9,5   |
| Приказ 390          | 4,5         | 0,8      | 5,3   | 4,2           | 9,5   |
| Калининград         | 4,3         | 1        | 5,3   | 4,3           | 9,6   |
| НАТЕ                | 3,8         | 0,5      | 4,3   | 4             | 8,3   |
| Проигрыватель       | 4,8         | 0,7      | 5,5   | 4,2           | 9,7   |
| Спарта              | 5           | 1        | 6     | 5             | 11    |

Результат игры:
1. Спарта
2. Проигрыватель
3. Сборная Калининградской области
4. Сборная ГУУ и МИСиС; Приказ 390
5. НАТЕ

- Триатлон игрался по следующей схеме: в первом круге все команды играли разминку, 5 лучших команд остались на сцене и играли биатлон, сначала на свободную тему, затем, когда команд осталось четыре — биатлон на темы, заданные членами жюри, две команды, оставшиеся на финальный круг играли музыкальный биатлон.
- «Спарта» впервые заняла первое место в игре Высшей лиги.
- Также «Спарта» стала тринадцатой командой, набравшей максимум баллов за игру в Высшей лиге.

Вторая ⅛ финала
- Дата игры: 25 февраля
- Команды: Русская дорога (Армавир), Доброжелательный Роман (Санкт-Петербург), Будем дружить семьями (Москва), Сборная ВШЭ (Москва), Сборная Забайкальского края (Чита)
- Жюри: Константин Лавроненко, Дмитрий Нагиев, Константин Эрнст, Екатерина Стриженова, Юлий Гусман
- Конкурсы: Приветствие, Триатлон, Музыкальный фристайл

| Команда               | Приветствие | Триатлон | общий | Муз. фристайл | Итого |
| --------------------- | ----------- | -------- | ----- | ------------- | ----- |
| Русская дорога        | 4,8         | 1        | 5,8   | 5             | 10,8  |
| Романы                | 5           | 0,8      | 5,8   | 4,4           | 10,2  |
| Будем дружить семьями | 5           | 0,9      | 5,9   | 4,6           | 10,5  |
| Сборная ВШЭ           | 4,8         | 0,6      | 5,4   | 4             | 9,4   |
| Забайкальский край    | 4,8         | 0,7      | 5,5   | 4,8           | 10,3  |

Результат игры:
1. Русская дорога
2. Будем дружить семьями
3. Сборная Забайкальского края
4. Доброжелательный Роман
5. Сборная ВШЭ

- Музыкальным фристайлом «Русской дороги» на этой игре был номер «Музыкальный Армавир».
- Некоторые участники Сборной Забайкальского края играли за предыдущую читинскую команду — «Гураны», которая три раза не смогла попасть в четвертьфинал Высшей лиги. Новой сборной Забайкальского края удалось это сделать с первой попытки.

Третья ⅛ финала
- Дата игры: 11 марта
- Команды: Без консервантов (Санкт-Петербург), Плюшки имени Ярослава Гашека (Тверь), Сборная Баку (Баку), Сборная Большого московского цирка (Москва), Урал (Нижний Тагил), Хара Морин (Улан-Удэ)
- Жюри: Константин Лавроненко, Валдис Пельш, Константин Эрнст, Екатерина Стриженова, Михаил Галустян, Юлий Гусман
- Конкурсы: Приветствие, Триатлон, Музыкальный фристайл

| Команда          | Приветствие | Триатлон | общий | Муз. фристайл | Итого |
| ---------------- | ----------- | -------- | ----- | ------------- | ----- |
| Без консервантов | 4,7         | 0,7      | 5,4   | 4             | 9,4   |
| Плюшки           | 5           | 1        | 6     | 4,7           | 10,7  |
| Сборная Баку     | 4,2         | 0,8      | 5     | 4,5           | 9,5   |
| Сборная цирка    | 5           | 0,6      | 5,6   | 4,7           | 10,3  |
| Урал             | 4,8         | 0,5      | 5,3   | 4             | 9,3   |
| Хара Морин       | 4           | 1        | 5     | 4,3           | 9,3   |

Результат игры:
1. Плюшки имени Ярослава Гашека
2. Сборная Большого московского цирка
3. Сборная Баку
4. Без консервантов
5. Хара Морин; Урал

- За Сборную цирка в приветствии выступил Дмитрий Сычёв, а во фристайле — Сергей Минаев.

Четвёртая ⅛ финала
- Дата игры: 17 марта
- Команды: Сборная Грузии (Тбилиси), Nаполеон Dинамит (Тюмень), Мега (Москва), Радио Свобода (Ярославль), Раисы (Иркутск)
- Жюри: Константин Лавроненко, Валдис Пельш, Константин Эрнст, Михаил Галустян, Юлий Гусман
- Конкурсы: Приветствие, Триатлон, Музыкальный фристайл

| Команда          | Приветствие | Триатлон | общий | Муз. фристайл | Итого |
| ---------------- | ----------- | -------- | ----- | ------------- | ----- |
| Сборная Грузии   | 5           | 0,8      | 5,8   | 4,8           | 10,6  |
| Nаполеон Dинамит | 4,6         | 0,7      | 5,3   | 4,2           | 9,5   |
| Мега             | 4,8         | 0,6      | 5,4   | 4,6           | 10    |
| Радио Свобода    | 5           | 1        | 6     | 5             | 11    |
| Раисы            | 5           | 1        | 6     | 5             | 11    |

Результат игры:
1. Раисы; Радио Свобода
2. Сборная Грузии
3. Мега
4. Nаполеон Dинамит

- За Сборную Грузии в приветствии выступил Николай Цискаридзе.
- «Радио Свобода» стали четырнадцатой командой, набравшей максимум баллов за игру в Высшей лиге. «Раисы» стали вторыми, после «Сборной Камызякского края», набравшими максимум в двух играх (первый раз — полуфинал 2012).

Дополнительно в четвертьфинал члены жюри добрали команды: Сборная ГУУ и МИСиС (первая игра), Мега (четвёртая игра). Также в четвертьфинал прошла добором команда Доброжелательный Роман (вторая игра) при условии объединения с командой Без консервантов (третья игра). В итоге команда продолжила играть, немного сменив состав и оставив название «Доброжелательный Роман».

### Четвертьфиналы
Первый четвертьфинал
- Дата игры: 7 апреля
- Тема игры: Книги
- Команды: Радио Свобода (Ярославль), Мега (Москва), Сборная Баку (Баку), Сборная Калининградской области (Калининград), Русская дорога (Армавир)
- Жюри: Семён Слепаков, Валдис Пельш, Екатерина Стриженова, Михаил Галустян, Юлий Гусман
- Конкурсы: Приветствие («Первая глава»), Биатлон («Из неизданного»), СТЭМ («По мотивам»), Музыкальный номер («Музыкальная развязка»)

| Команда        | Приветствие | Биатлон | общий | СТЭМ | общий | Муз. номер | Итого |
| -------------- | ----------- | ------- | ----- | ---- | ----- | ---------- | ----- |
| Радио Свобода  | 5           | 0,8     | 5,8   | 3,4  | 9,2   | 4          | 13,2  |
| Мега           | 4,6         | 0,7     | 5,3   | 3,2  | 8,5   | 4          | 12,5  |
| Сборная Баку   | 4,2         | 0,6     | 4,8   | 3    | 7,8   | 3,6        | 11,4  |
| Калининград    | 5           | 1       | 6     | 3,4  | 9,4   | 3,6        | 13    |
| Русская дорога | 5           | 1       | 6     | 3,8  | 9,8   | 3,8        | 13,6  |

Результат игры:
1. Русская дорога
2. Радио Свобода
3. Сборная Калининградской области
4. Мега
5. Сборная Баку

- В приветствии Сборной Калининградской области принял участие Аркадий Укупник.

Второй четвертьфинал
- Дата игры: 14 апреля
- Тема игры: Кино
- Команды: Плюшки имени Ярослава Гашека (Тверь), Будем дружить семьями (Москва), Сборная Грузии (Тбилиси), Сборная Забайкальского края (Чита), Сборная Большого московского цирка (Москва)
- Жюри: Константин Лавроненко, Семён Слепаков, Валдис Пельш, Константин Эрнст, Екатерина Стриженова, Юлий Гусман
- Конкурсы: Приветствие («Премьерный показ»), Биатлон («Кастинг»), СТЭМ («Короткометражка»), Музыкальный номер («Финальный саундтрек»)

| Команда               | Приветствие | Биатлон | общий | СТЭМ | общий | Муз. номер | Итого |
| --------------------- | ----------- | ------- | ----- | ---- | ----- | ---------- | ----- |
| Плюшки                | 5           | 1       | 6     | 4    | 10    | 4          | 14    |
| Будем дружить семьями | 4,5         | 0,6     | 5,1   | 3    | 8,1   | 3,7        | 11,8  |
| Сборная Грузии        | 4,2         | 0,9     | 5,1   | 3    | 8,1   | 4          | 12,1  |
| Забайкальский край    | 4,3         | 0,7     | 5     | 3,3  | 8,3   | 4          | 12,3  |
| Сборная цирка         | 4,8         | 0,7     | 5,5   | 3,3  | 8,8   | 4          | 12,8  |

Результат игры:
1. Плюшки имени Ярослава Гашека
2. Сборная Большого московского цирка
3. Сборная Забайкальского края
4. Сборная Грузии
5. Будем дружить семьями

- В приветствии и музыкальном номере Сборной Большого московского цирка принял участие Эдгард Запашный.
- «Плюшки имени Ярослава Гашека» стали пятнадцатой командой, набравшей максимум за игру в Высшей лиге.

Третий четвертьфинал
- Дата игры: 21 апреля
- Тема игры: Театр
- Команды: Спарта (Астана), Сборная ГУУ и МИСиС (Москва), Раисы (Иркутск), Проигрыватель (Тамбов), Доброжелательный Роман (Санкт-Петербург)
- Жюри: Константин Лавроненко, Семён Слепаков, Валдис Пельш, Константин Эрнст, Екатерина Стриженова, Юлий Гусман
- Конкурсы: Приветствие («Новый репертуар»), Биатлон («Текстовые репризы»), СТЭМ («Классический сюжет»), Музыкальный номер («Водевиль»)

| Команда             | Приветствие | Биатлон | общий | СТЭМ | общий | Муз. номер | Итого |
| ------------------- | ----------- | ------- | ----- | ---- | ----- | ---------- | ----- |
| Спарта              | 5           | 0,8     | 5,8   | 4    | 9,8   | 4          | 13,8  |
| Сборная ГУУ и МИСиС | 4,5         | 0,7     | 5,2   | 3,5  | 8,7   | 4          | 12,7  |
| Раисы               | 5           | 0,9     | 5,9   | 3,7  | 9,6   | 3,5        | 13,1  |
| Проигрыватель       | 5           | 1       | 6     | 3,3  | 9,3   | 3,7        | 13    |
| Романы              | 4,8         | 0,6     | 5,4   | 3,5  | 8,9   | 3,7        | 12,6  |

Результат игры:
1. Спарта
2. Раисы
3. Проигрыватель
4. Сборная ГУУ и МИСиС
5. Доброжелательный Роман

- В приветствии Сборной ГУУ и МИСиС участвовал Алексей Глызин.
- Команда «Доброжелательный Роман» сыграла на этот раз в изменённом составе вместе с участниками команды «Без консервантов».

Добором в полуфинал проходит также Сборная Грузии (вторая игра).

### Полуфиналы
Первый полуфинал
- Дата игры: 21 октября
- Тема игры: Прошлое
- Команды: Раисы (Иркутск), Сборная Грузии (Тбилиси), Русская дорога (Армавир), Проигрыватель (Тамбов), Радио Свобода (Ярославль)
- Жюри: Валдис Пельш, Дмитрий Нагиев, Пелагея, Михаил Галустян, Юлий Гусман
- Конкурсы: Приветствие, Биатлон, Киноконкурс, Музыкальный фристайл

| Команда        | Приветствие | Биатлон | общий | Киноконкурс | общий | Муз. фристайл | Итого |
| -------------- | ----------- | ------- | ----- | ----------- | ----- | ------------- | ----- |
| Раисы          | 5           | 0,6     | 5,6   | 4           | 9,6   | 4             | 13,6  |
| Сборная Грузии | 4,6         | 0,8     | 5,4   | 3,4         | 8,8   | 3,8           | 12,6  |
| Русская дорога | 4,8         | 0,9     | 5,7   | 3,4         | 9,1   | 3,8           | 12,9  |
| Проигрыватель  | 4,2         | 0,7     | 4,9   | 4           | 8,9   | 3,6           | 12,5  |
| Радио Свобода  | 5           | 1       | 6     | 4           | 10    | 4             | 14    |

Результат игры:
1. Радио Свобода
2. Раисы
3. Русская дорога
4. Сборная Грузии
5. Проигрыватель

- «Радио Свобода» стали третьей командой, дошедшей до финала в трёх сезонах подряд. Ярославская команда также стала третьей командой, набравшей максимум за игру в Высшей лиге два раза.
- «Раисы» стали первой женской командой, прошедшей дважды в финал Высшей лиги.
- На этой игре командам помогали следующие знаменитости: Николай Трубач («Раисы»), Георгий Черданцев (Сборная Грузии), Влад Сташевский, Татьяна Овсиенко и Шура (все за «Радио Свобода»). Для Влада Сташевского это уже третье участие в КВН — первый раз он помогал «Сборной СССР» на Спецпроекте 2003 года, а в 2004 году участвовал в выступлении команды Российского нового университета в Премьер-лиге.
- В видеономерах команд приняли участие Дмитрий Нагиев («Проигрыватель»), Екатерина Андреева («Радио Свобода»), Михаил Гусман, Семён Слепаков, Валдис Пельш и Денис Мацуев («Раисы»).
- В конкурсе «музыкальный фристайл» за команду «Раисы» выступил Владимир Дуда — трёхкратный чемпион КВН в составе команды Новосибирского государственного университета и капитан второго состава этой команды.
- В приветствии команда «Раисы» поздравила Юлия Гусмана с тем, что он сидит в жюри 30 лет. Впервые Юлий Гусман появился в жюри Высшей лиги в сезоне 1987/1988. В том же сезоне появились в Высшей лиги команды МГУ, в которой играл член жюри Валдис Пельш, и НГУ, в которой играл приглашённый гость Владимир Дуда. В сезоне 1997 года Дуда был капитаном команды НГУ (второго состава), в которой играла Пелагея. Во фристайле «Раис» был показан фрагмент музыкального конкурса 1/8-й финала 1997 с участием Дуды и Пелагеи.

Второй полуфинал
- Дата игры: 26 октября
- Тема игры: Будущее
- Команды: Сборная Забайкальского края (Чита), Плюшки имени Ярослава Гашека (Тверь), Сборная Калининградской области (Калининград), Сборная Большого московского цирка (Москва), Спарта (Астана)
- Жюри: Константин Лавроненко, Татьяна Навка, Валдис Пельш, Константин Эрнст, Михаил Галустян, Юлий Гусман
- Конкурсы: Приветствие, Биатлон, Киноконкурс, Музыкальный фристайл

| Команда            | Приветствие | Биатлон | общий | Киноконкурс | общий | Муз. фристайл | Итого |
| ------------------ | ----------- | ------- | ----- | ----------- | ----- | ------------- | ----- |
| Забайкальский край | 4,5         | 0,6     | 5,1   | 3,2         | 8,3   | 3,5           | 11,8  |
| Плюшки             | 4,7         | 0,9     | 5,6   | 4           | 9,6   | 3,8           | 13,4  |
| Калининград        | 4,5         | 0,6     | 5,1   | 3,8         | 8,9   | 3,7           | 12,6  |
| Сборная цирка      | 5           | 0,7     | 5,7   | 4           | 9,7   | 4             | 13,7  |
| Спарта             | 4,8         | 1       | 5,8   | 3,8         | 9,6   | 3,8           | 13,4  |

Результат игры:
1. Сборная Большого московского цирка
2. Плюшки имени Ярослава Гашека; Спарта
3. Сборная Калининградской области
4. Сборная Забайкальского края

- «Спарта» стали четвёртой командой, дошедшей до финала в трёх сезонах подряд.
- За Сборную цирка выступил Сами Насери — первая не-русскоговорящая знаменитость, приглашённая командой КВН (первой звездой из страны Дальнего зарубежья можно считать финского актёра Вилле Хаапасало, выступившего на фестивале «Голосящий КиВиН 2001»). Помимо Насери, командам на этой игре помогали на сцене Алексей Смертин (Сборная цирка), Стас Костюшкин («Плюшки») и Лариса Долина («Спарта»), а также Алексей Куличков (Калининград), номер с которым был вырезан из эфира.[24] В видеоконкурсах команд участвовали Эдгард Запашный (Сборная цирка) и Сергей Дружко (Калининград).
- Для Ларисы Долиной это уже третье появление в КВН: в 2000 году она помогала в Турнире Десяти команде «Парни из Баку», а в 2013-м выступила в СТЭМе со звездой команды «ГородЪ ПятигорскЪ». Стас Костюшкин в 2013 году тоже появился в конкурсе «СТЭМ со звездой», где помогал команде «Днепр».

### Финал
- Дата игры: 15 декабря
- Команды: Плюшки имени Ярослава Гашека (Тверь), Радио Свобода (Ярославль), Раисы (Иркутск), Сборная Большого московского цирка (Москва), Спарта (Астана)
- Жюри: Семён Слепаков, Сергей Гармаш, Татьяна Навка, Андрей Бурковский, Михаил Галустян, Юлий Гусман
- Конкурсы: Приветствие, Разминка, СТЭМ («Новогодний сюжет»), Музыкальный номер

| Команда       | Приветствие | Разминка | общий | СТЭМ | общий | Муз. номер | Итого |
| ------------- | ----------- | -------- | ----- | ---- | ----- | ---------- | ----- |
| Плюшки        | 4,3         | 4,8      | 9,1   | 3    | 12,1  | 4          | 16,1  |
| Радио Свобода | 5           | 4,3      | 9,3   | 4    | 13,3  | 3,5        | 16,8  |
| Раисы         | 5           | 4        | 9     | 3,3  | 12,3  | 3,8        | 16,1  |
| Сборная цирка | 4,5         | 3,7      | 8,2   | 3    | 11,2  | 3,8        | 15    |
| Спарта        | 5           | 4,2      | 9,2   | 4    | 13,2  | 4          | 17,2  |

Результат игры:
1. Спарта
2. Радио Свобода
3. Плюшки имени Ярослава Гашека; Раисы
4. Сборная Большого московского цирка

Чемпионом сезона 2017 стала команда «Спарта».
- «Спарта» стала первым чемпионом Высшей лиги из Казахстана, и вторым из Средней Азии.
- Впервые после сезонов 1994 и 1995 в Высшей лиге два года подряд чемпионами стали нероссийские команды. Впервые после сезонов 1989 и 1990 два года подряд не было чемпиона из России. В 1994 году чемпионом стала команда ЕрМИ (Армения), в 1995-м чемпионство разделили команда, представляющая Россию («Эскадрон гусар») и команда, представляющая Украину (ХАИ). В 1989 и 1990 годах чемпионами стали украинские команды (ХВВАИУ и «Одесские джентльмены», соответственно).
- «Радио Свобода» и «Спарта» стали третьей и четвёртой командами, сыгравшими в трёх финалах Высшей лиги подряд. Ярославская команда стала второй, после Сборной города Мурманска, проигравшей три финала Высшей лиги.
- «Раисы» побили рекорд по количеству сезонов между появлениями в финале Высшей лиги (не считая участников Турнира Десяти) — четыре сезона (в 2013-м команда не попала в финал, а в сезонах 2014, 2015 и 2016 не играла в Высшей лиге вообще).
- На этой игре Сборная Цирка вывела на сцену тигра, верблюда и шимпанзе. Команда «Радио Свобода» вывела на сцену артистов Цирка на Цветном с медведем.
- На этой игре команде «Раисы» помогали представители предыдущих команд КВН Иркутска и Улан-Удэ, в частности Сергей Цыренов («Байкал») и Александр Ланин («Сборная сельскохозяйственной академии»). Также в приветствии за команду вышла на сцену мать Татьяны Навки, Раиса Анатольевна.
- За команду «Радио Свобода» на этой игре выступили Влад Сташевский, Дарья Донцова, Сергей Трофимов, Николай Бандурин, Олег Митяев, Владимир Маркин, Александр Лыков и Дмитрий Красилов, а также КВНщики, ставшие звёздами, Пьер Нарцисс (выступал за РУДН до их попадания в Высшую лигу) и Александр Ревва. За команду Большого московского государственного цирка выступили Эдгард и Аскольд Запашные, а также Пётр Кулешов. В СТЭМе команды «Спарта» был показан клип с участием Аниты Цой.
- Команды КВН «Плюшки имени Ярослава Гашека» и Сборная Большого московского государственного цирка встретились на всех четырёх этапах.
- Из-за второго места команды «Радио Свобода», обеспечившее ей серебряные медали, Сборная Большого московского цирка стала первой командой, сыгравшей в нескольких финалах, и не завоевавшей медалей ни в одном из них. После финала 2019 года, в котором второй раз без медалей остались «Борцы», таких команд стало две.

## Члены жюри
В сезоне 2017 игры Высшей лиги КВН судили 12 человек.
10 игр
- Юлий Гусман

8 игр
- Валдис Пельш

7 игр
- Михаил Галустян
- Константин Лавроненко
- Константин Эрнст

5 игр
- Екатерина Стриженова

4 игры
- Семён Слепаков

3 игры
- Дмитрий Нагиев

2 игры
- Татьяна Навка

1 игра
- Пелагея
- Андрей Бурковский
- Сергей Гармаш